# Anisostachya
Anisostachya là chi thực vật có hoa trong họ Acanthaceae.